# Anortosita
La anortosita es una roca ígnea compuesta predominantemente por feldespato plagioclasa rico en calcio. Su nombre proviene de anortosa, una antigua denominación para las plagioclasas que también ha dado nombre a la anortita, una variedad específica de plagioclasa.
Las áreas claras de la superficie de la Luna corresponden campos de anortosita y han sido el objeto de mucho estudio.
Las anortositas también son comunes en intrusiones estratificadas en la Tierra. La anortosita de las intrusiones estratificadas se pueden formar como capas de cúmulo en las partes superiores de la intrusión o mediante su intrusión en una intrusión estratificada poco antes de esta cristalice totalmente.